# Steelheart - Still Hard
 Steelheart - Still Hard è un doppio DVD del gruppo musicale statunitense Steelheart, pubblicato nel 2005 dalla Steelheart Records, editato da Vincenzo Distefano e prodotto da Michael Matijevic e Vincenzo Distefano. È stato messo in vendita attraverso il sito ufficiale degli Steelheart.
I due dischi raccolgono concerti, videoclip, rarità e filmati esclusivi relativi ai primi anni di vita del gruppo.
La traccia del secondo disco "soundcheck", sebbene indicata nella copertina, è stata eliminata dalla versione finale in quanto ritenuta dal vecchio chitarrista Chris Risola piena di errori di esecuzione.

## Tracce

### DVD 1
Japan Tour '90
1. Love Ain't Easy
2. Like Never Before
3. Gimme Gimme
4. Girl Gone Crazy
5. I'll Never Let You Go
6. Can't Stop Me Lovin' You
7. Drum/Guitar Solo
8. Rock 'N Roll (I Just Wanna)

Videos
1. I'll Never Let You Go
2. Can't Stop Me Lovin' You
3. She's Gone
4. Everybody Loves Eileen
5. Sticky Side Up
6. Wait

Acoustic Shows
1. She's Gone
2. Sheila
3. Mama Don't You Cry
4. Electric Chair
5. Shangri La

### DVD 2
Bootleg Concert: Toad's Place '91
1. Backstage
2. Like Never Before
3. Everybody Loves Eileen
4. Instrumental Jam
5. Sheila
6. I'll Never Let You Go
7. She's Gone
8. Down n' Dirty

Extras
1. I'll Never Let You Go (TV appearance)
2. She's Gone (TV appearance)
3. The Making of "Everybody Loves Eileen"
4. She's Gone (alternate version)
5. Before Steelheart There Was "Red Alert"
6. Photo Gallery
7. Interview in London '90
8. Interview in New Haven '91
9. Interview in Hollywood '92
10. The Making of "Tangled in Reins"
11. Soundcheck
12. The Accident In Denver